# Sweet Sixteen (2002)
Sweet Sixteen is een Britse dramafilm uit 2002 onder regie van Ken Loach.

## Verhaal
Het leven van Jean werd vroeger gedomineerd door haar criminele vriend Stan en haar verdorven vader. Haar zoon Liam wil koste wat het kost voorkomen dat ze weer terechtkomt in dat oude leven. Hij wil zijn familie graag weer verenigen.

## Rolverdeling
- Martin Compston: Liam
- William Ruane: Pinball
- Annmarie Fulton: Chantelle
- Michelle Abercromby: Suzanne
- Michelle Coulter: Jean
- Gary McCormack: Stan
- Tommy McKee: Rab
- Calum McAlees: Calum